# Красавин, Аркадий Иванович
Арка́дий Ива́нович Краса́вин (5 января 1967, Кострома, СССР) — российский футболист, защитник, тренер.

## Карьера

### Клубная
Начал карьеру в костромском «Спартаке». Затем играл за московское «Динамо-2» и в дубле московского «Динамо». После этого перешёл в ставропольское «Динамо» в обмен на отправившегося в Москву Александра Костина. В составе ставропольского «Динамо» выступал в первой лиге чемпионата СССР. После распада страны ставропольское «Динамо» оказалось в высшей лиге первенства России, где в 1992 году Красавин провёл 27 матчей.
В 1993 году перебрался в новороссийский «Черноморец». В 1994 году в составе этой команды завоевал путёвку в высшую лигу чемпионата России. В 1995 году сыграл один матч в классе сильнейших. В тот же год вернулся в ставропольское «Динамо». В 1999 году перешёл в калининградскую «Балтику». В 2000 году стал игроком астраханского «Волгаря-Газпрома». Играл за эту команду под руководством Корнея Шперлинга. Затем вернулся в ставропольское «Динамо».

### Тренерская
После окончания карьеры стал тренером. На протяжении нескольких лет возглавлял костромской «Спартак». После чего работал в «Балтике» и «Жемчужине-Сочи». В 2011 году вновь возглавил родной клуб «Спартак» из Костромы. В сезоне 2011/12 команда под его руководством первый этап чемпионата завершила на 1-м месте, а в итоговой таблице показала 2-й результат, что является лучшим достижением клуба в первенствах России.